# 弗朗索瓦-安德烈·文森
弗朗索瓦-安德烈·文森（François-André Vincent、1746年12月30日—1816年8月4日）是一位法國新古典主義畫家。
弗朗索瓦-安德烈·文森於1746年出生於巴黎，父親是細密畫家弗朗索瓦-埃利·文森。他師從約瑟夫-瑪麗·維安（Joseph-Marie Vien），並就讀於皇家學園。1771年至1775年，他在羅馬法國學院學習。1768年，他憑藉《日耳曼尼庫斯·平息騷亂》（Germanicus Calms Sedition）獲得羅馬大獎，隨後前往羅馬，並在曼奇尼宮（Palais Mancini）創作了大量肖像畫，其靈感來自當時也訪問羅馬和那不勒斯的讓-奥諾雷·弗拉戈纳爾。